# 多治見駅
多治見駅（たじみえき）は、岐阜県多治見市音羽町二丁目にある、東海旅客鉄道（JR東海）・日本貨物鉄道（JR貨物）の駅である。

## 概要
当駅の所属線である中央本線（中央西線）と、当駅を起点とする太多線との接続駅となっている。両路線ともJR東海が第一種鉄道事業者として旅客営業を行い、中央本線はJR貨物が第二種鉄道事業者として貨物営業を行っている。
中央本線にはCF12、太多線にはCI07の駅番号が設定されている。
特急「しなの」を含めた全ての旅客営業列車が停車する。中央本線の列車は一部が当駅で名古屋方面に折り返すほか、中津川方面へ向かう快速・区間快速は当駅から終点まで各駅に停車する。また、太多線の列車はすべての列車が当駅で折り返す。

## 歴史
- 1900年（明治33年）7月25日：名古屋駅から官設鉄道が敷設され、終着駅として開業する[2][3]。一般駅[3]。
- 1902年（明治35年）12月21日：官設鉄道が中津駅（現在の中津川駅）まで延伸され、途中駅となる[2]。
- 1909年（明治42年）10月12日：線路名称が制定され、中央西線の所属となる[5]。
- 1911年（明治44年）5月1日：線路名称が改定され、中央西線は中央本線に編入される[5]。
- 1918年（大正7年）12月28日：東濃鉄道が新多治見駅から広見駅（現在の可児駅）まで敷設され、新多治見駅が開業する[4]。
- 1926年（大正15年）9月25日：東濃鉄道が国有化され[4]、太多線の所属となる。同時に新多治見駅を多治見駅に統合する[4]。
- 1937年（昭和12年）6月1日：笠原鉄道が多治見駅に乗り入れる。
- 1944年（昭和19年）3月20日：笠原鉄道など6社が合併し、東濃鉄道（2代目）が成立。笠原鉄道は東濃鉄道笠原線となる。
- 1946年（昭和21年）10月24日：昭和天皇が多治見市に行幸（昭和天皇の戦後巡幸）。名古屋駅発 - 多治見駅着のお召し列車が運行[6]。
- 1957年（昭和32年）4月：自動券売機を設置[7]
- 1958年（昭和33年）：笠原線の多治見駅が廃止され、新多治見駅からの徒歩連絡に戻る。
- 1965年（昭和40年）10月27日：昭和天皇、香淳皇后が第20回国民体育大会に合わせて県内を行幸啓。岐阜駅発、多治見駅着のお召し列車が運転[8]。
- 1983年（昭和58年）4月1日：ホーム案内放送を自動化[9]。
- 1986年（昭和61年）11月1日：荷物の取り扱いを廃止する[3]。
- 1987年（昭和62年）4月1日：国鉄分割民営化により東海旅客鉄道（JR東海）・日本貨物鉄道（JR貨物）の駅となる[10][3]。
- 1989年（平成元年）10月21日：第2回国際陶磁器フェスティバル美濃の開催に合わせ、駅舎を改装[11][12]。駅舎内にASTY多治見が開業[11][12]。
- 1992年（平成4年）5月16日：自動改札機を設置[13]
- 2006年（平成18年）11月25日：ICカード「TOICA」の利用が可能となる。
- 2008年（平成20年）2月2日：駅舎整備事業に伴い前日をもって旧駅舎の使用を停止し、仮駅舎（旧駅舎より西に約90m）の使用を開始する[14]。
- 2009年（平成21年）11月1日：橋上駅舎および一部の出入り口を除き自由通路の使用を開始する[15]。
- 2010年（平成22年）
  - 8月11日：南口のエスカレーターと階段（土岐市側）の使用を開始する[16]。
  - 11月21日：南口駅前広場が完成し、供用を開始する[17]。
- 2016年（平成28年）6月26日：北口駅前に虎渓用水広場が完成し、使用を開始する[18]。

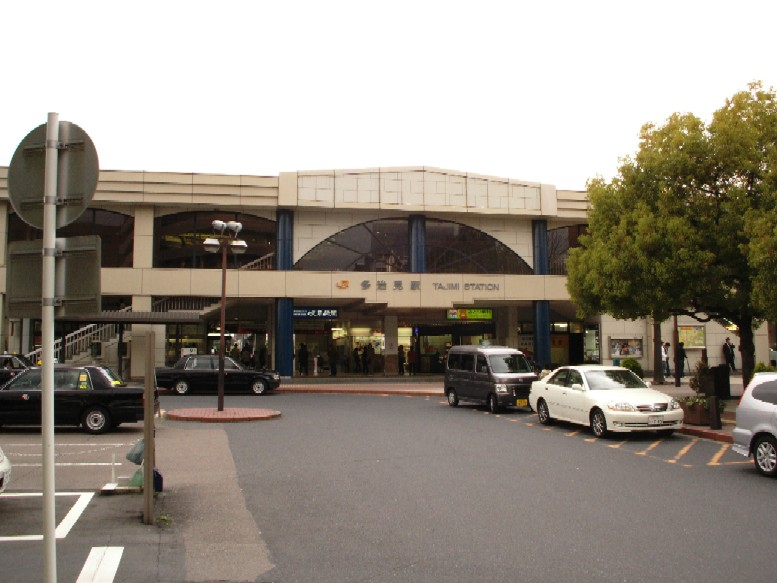
旧駅舎（2007年3月）
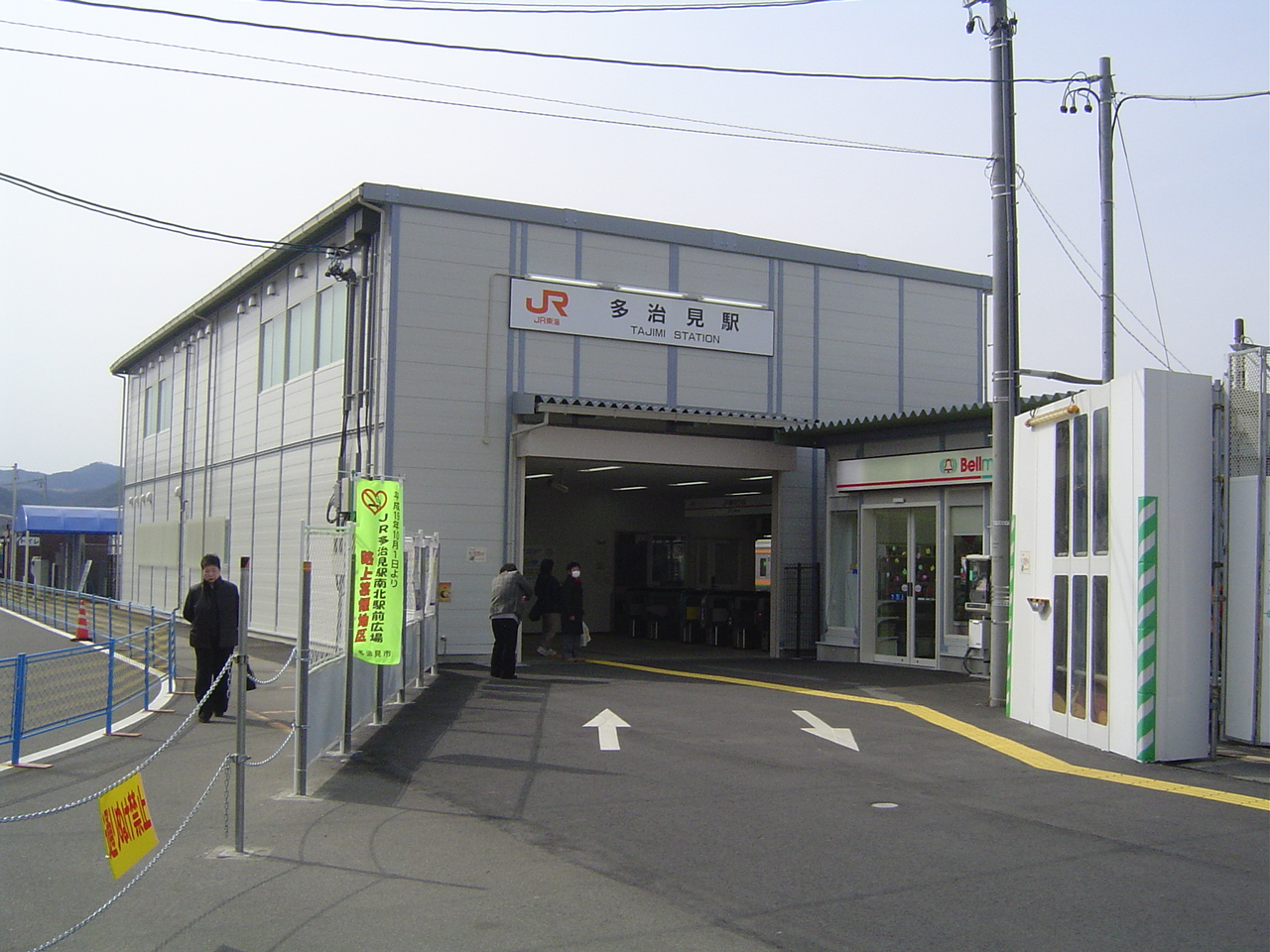
仮駅舎（2008年3月）

## 駅構造
単式ホーム1面1線と島式ホーム2面4線、計3面5線のホームを持つ地上駅で橋上駅舎を有する。
駅長・駅員配置駅（直営駅）である。管理駅として、中央本線の古虎渓駅 - 釜戸駅間の各駅および太多線の小泉駅・根本駅・姫駅を管理している。JR全線きっぷうりば・自動券売機・自動改札機が設置されている。

### のりば
| 番線 | 路線        | 方向 | 行先               | 備考               |
| ---- | ----------- | ---- | ------------------ | ------------------ |
| 1    | CF 中央本線 | 上り | 名古屋方面         |                    |
| 2    | CF 中央本線 | 上り | 名古屋方面         | 待避列車と始発列車 |
| 3    | CF 中央本線 | 下り | 中津川方面         |                    |
| 4    | CF 中央本線 | 上り | 名古屋方面         | 始発列車           |
| 4    | CF 中央本線 | 下り | 中津川方面         | 一部の列車         |
| 4    | CI 太多線   | -    | 美濃太田・岐阜方面 | 一部の列車         |
| 5    | CI 太多線   | -    | 美濃太田・岐阜方面 |                    |

（出典：JR東海:駅構内図）
- 中央本線は1番線が上り本線、3番線が下り本線であり、特急「しなの」もこれらのホームを使用する。1・2番線の間にはホームのない副本線が存在する。
- 2番線は、愛・地球博に対応する輸送に伴い留置（滞泊）線としても使用されていた。また、2番線は中央本線と太多線との直通運転時にも使用するが、2012年3月のダイヤ改正でホームライナー太多が廃止されたため、定期運用で中央本線と太多線の直通運転のために2番線を使用する列車はない。
- 5番線は太多線専用ホームであるため駅名標の隣の駅は小泉のみであるが、4番線は中央本線の列車が入線するにもかかわらず駅名標の隣の駅は小泉のみである。反対側にはすぐ車止めは設置されておらず引き上げ線として使われており、通常電車が入線しない5番線を含めて架線も張られている。ステップ付きの気動車が入線するため、4・5番線はホームのかさ上げが行われていない。
- 夜間滞泊は設定されていない。

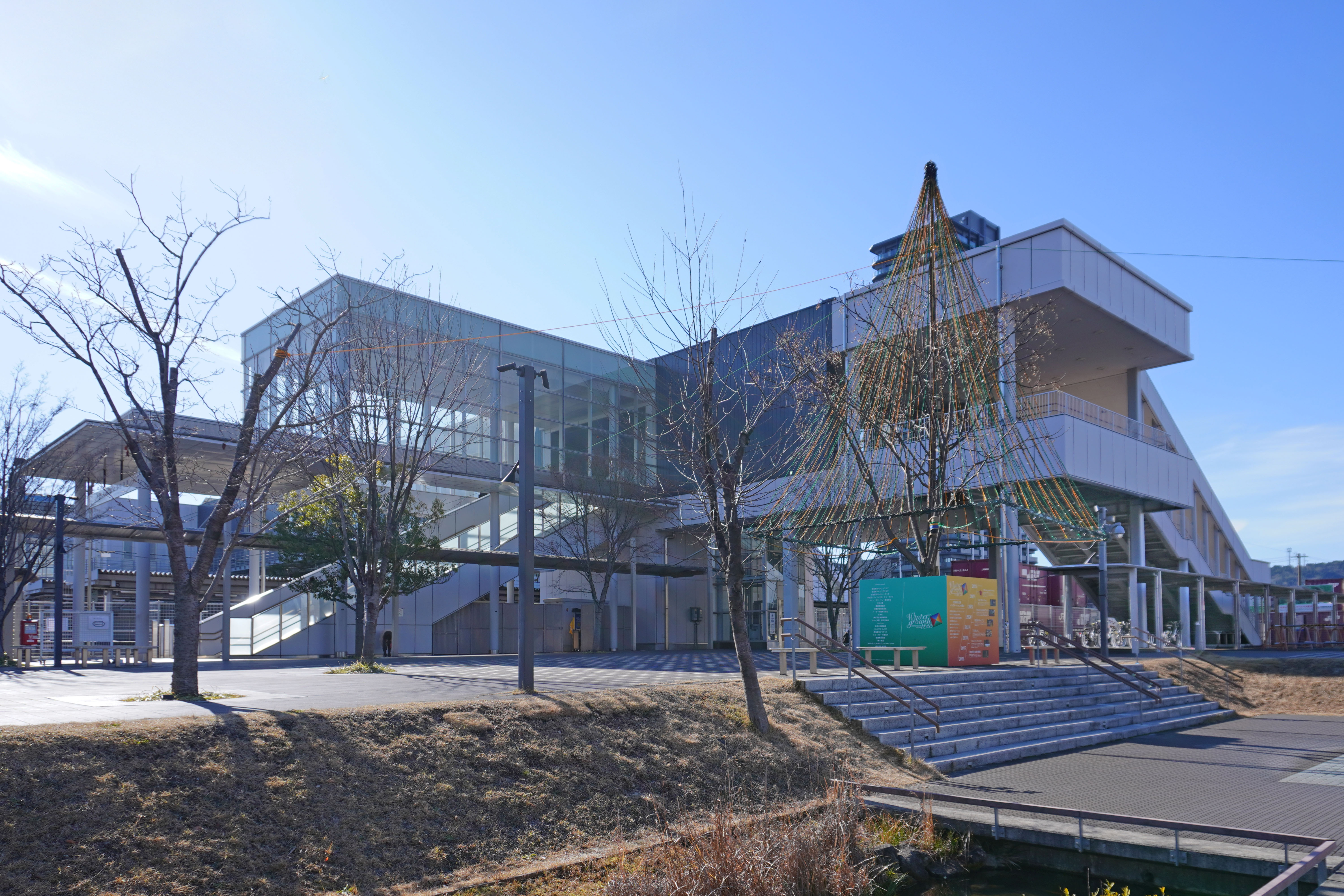
北口（2023年1月）
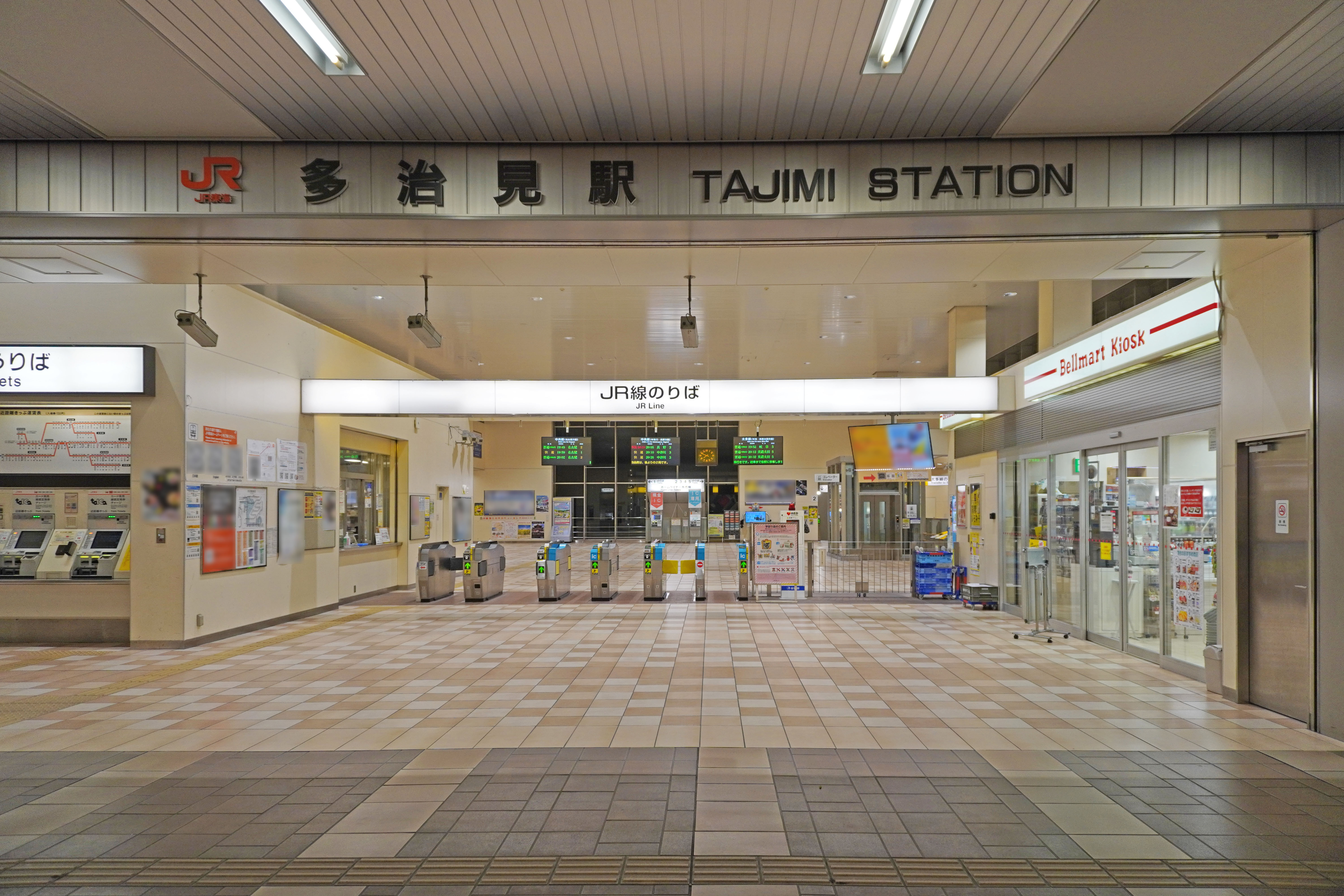
改札口（2023年1月）
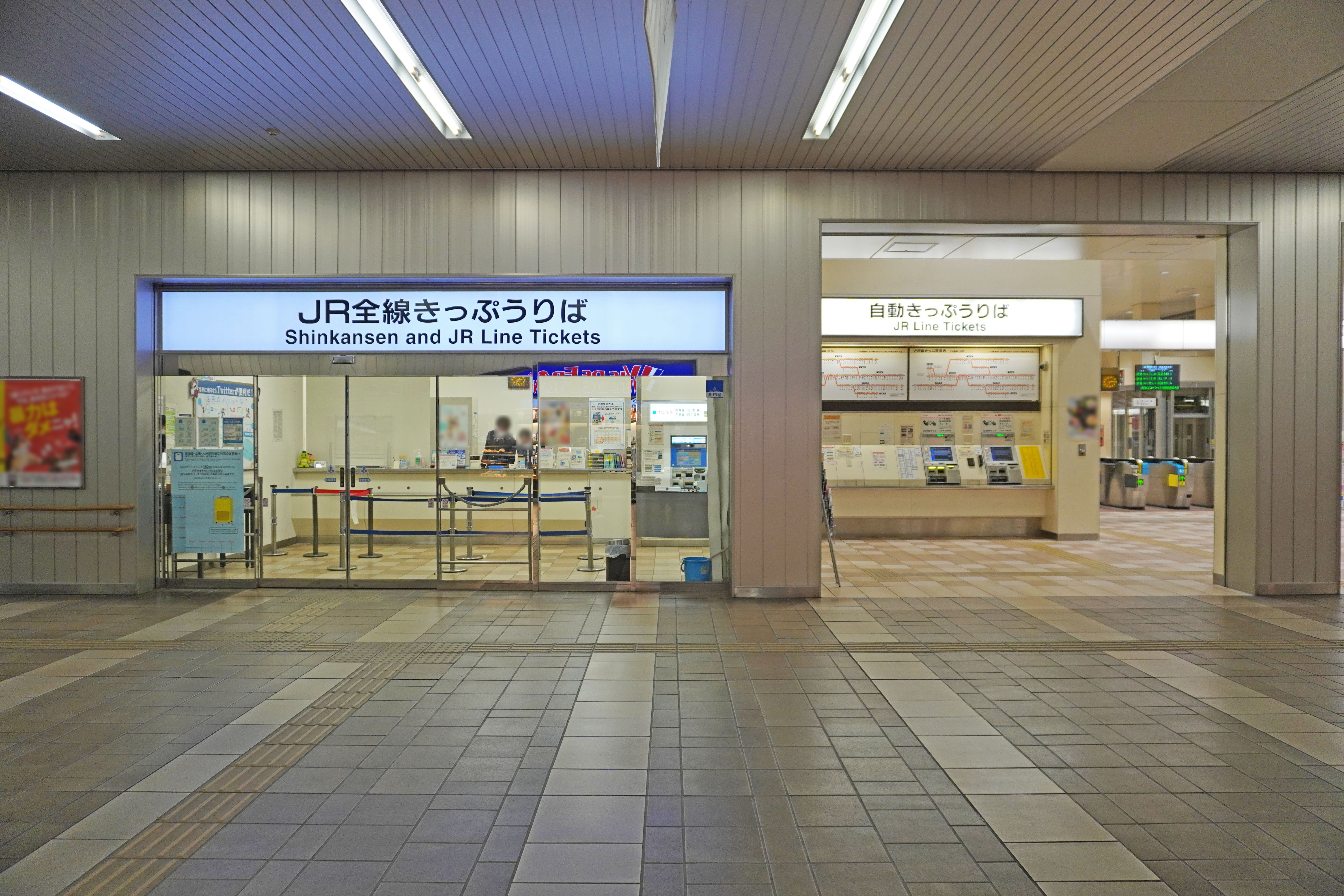
切符売り場（2023年1月）
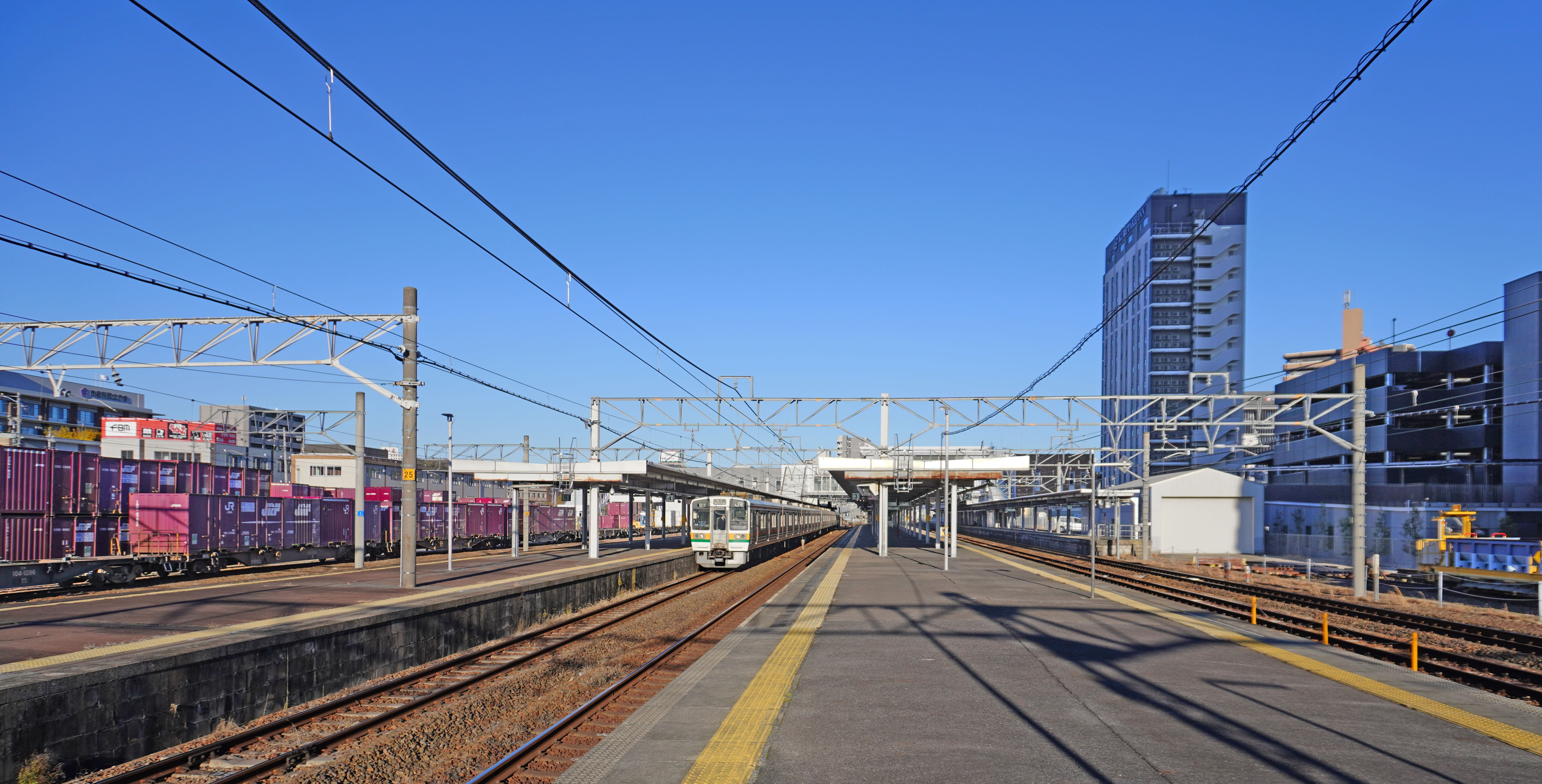
ホーム（2023年1月）
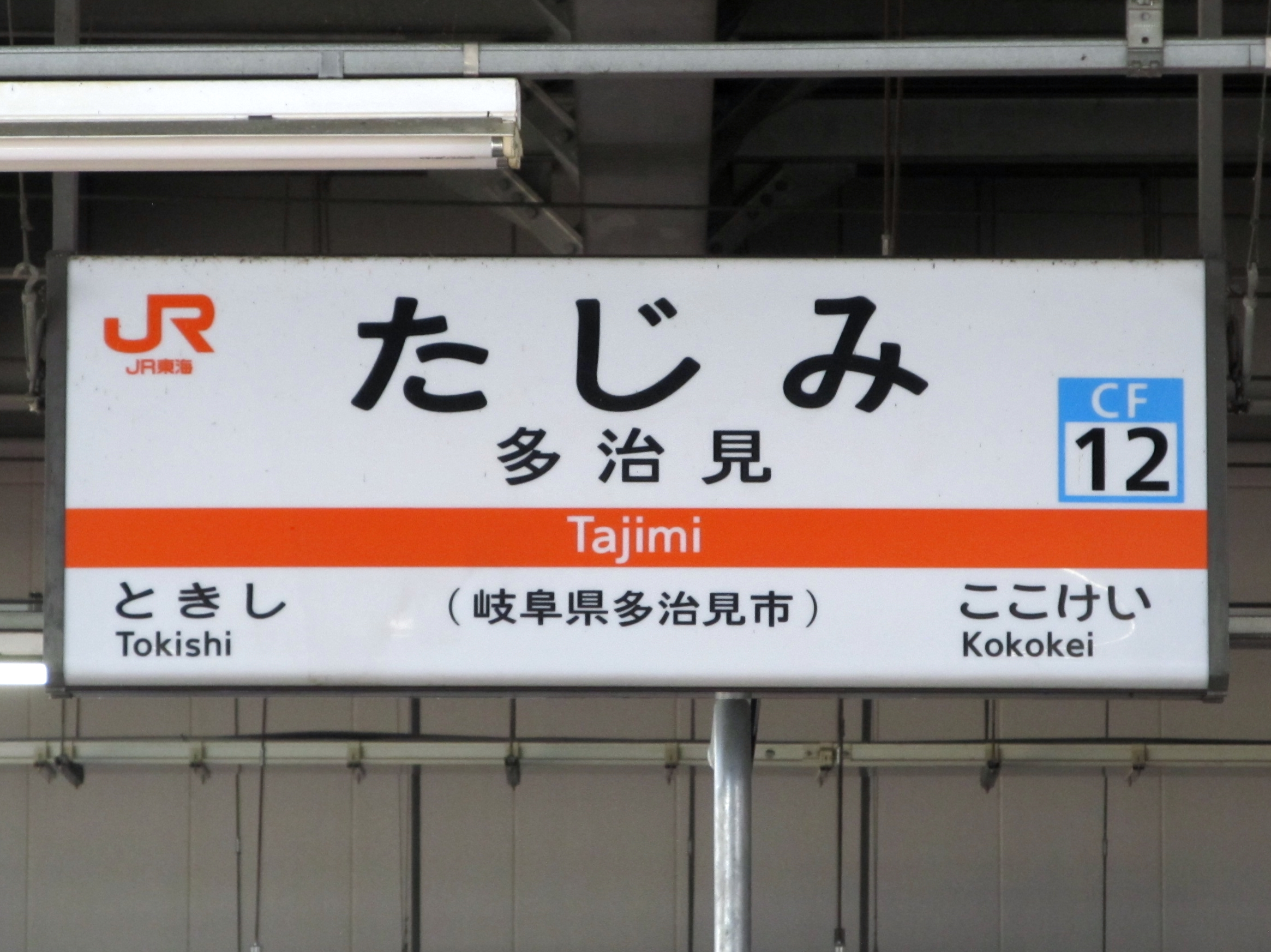
駅名標（2024年5月）

### 駅舎整備計画
多治見駅北都市整備計画とともに多治見市が中心となって進めてきた駅改良工事計画の中には、駅のバリアフリー化に伴う駅舎の橋上化と、幅10メートル長さ102メートルに及ぶ南北自由通路の建設などが盛り込まれた。工事は2007年度に着手され、2009年11月1日には、南口のエスカレーターなど建設予定の一部の施設を除いて使用が開始された。南口のエスカレーター設置予定地は旧駅舎の敷地にまたがっていたため、設置工事は旧駅舎の解体後に着手され、2010年8月11日に使用が開始された。その後、駅南口広場周辺や、ホーム上に残る旧施設の周辺も整備され、2010年11月21日に供用開始した。

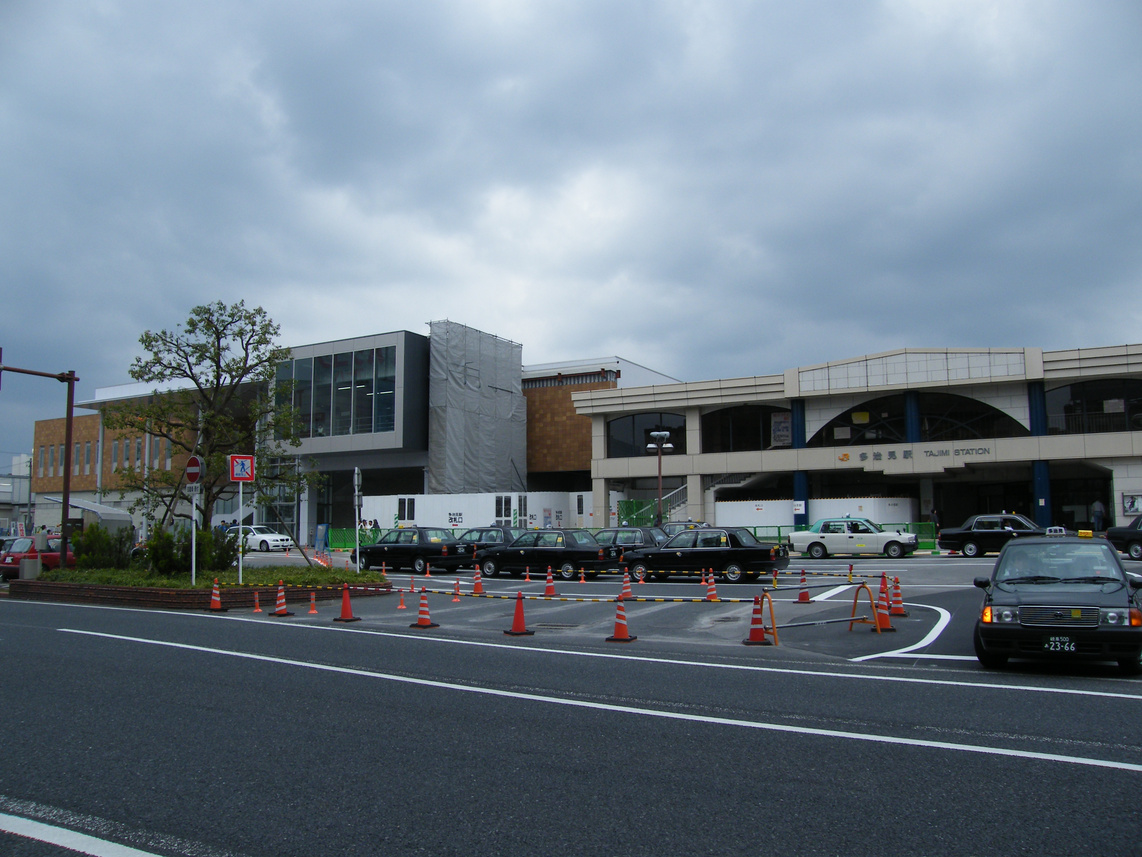
新旧駅舎が並んだ様子（2009年11月）

## 貨物駅
JR貨物の施設は旅客駅の北側に位置する。東濃地区の鉄道貨物輸送の拠点駅である。通称は「多治見駅貨物取扱所」。
1面1線コンテナホームを有する。荷役線には架線が張られているが着発線にはなっておらず、着発線に到着した貨物列車は瑞浪方の引き上げ線へ入った後、推進運転でホームへ進入する（ホームから発車する貨物列車は、推進運転で同じ引き上げ線へ入った後、通常運転で着発線へ進入）。荷役線と旅客5番線の間に側線が1本あり、機回しに使用されている。
コンテナホームはコンテナ車8両編成分ある。なお、それ以上の長さの列車でも編成を分割せず、列車を少しずつ動かしながら荷役作業を行う。
名古屋貨物ターミナル駅との間に高速貨物列車が1日1往復設定されている。同駅以外の全国各地へは、同駅にて別の貨物列車に継走（コンテナを載せ替え）され輸送される。
- 取扱貨物
  - コンテナ貨物 - 12 ftコンテナのみを取り扱う。
  - 産業廃棄物・特別産業廃棄物の取扱許可を得ている。

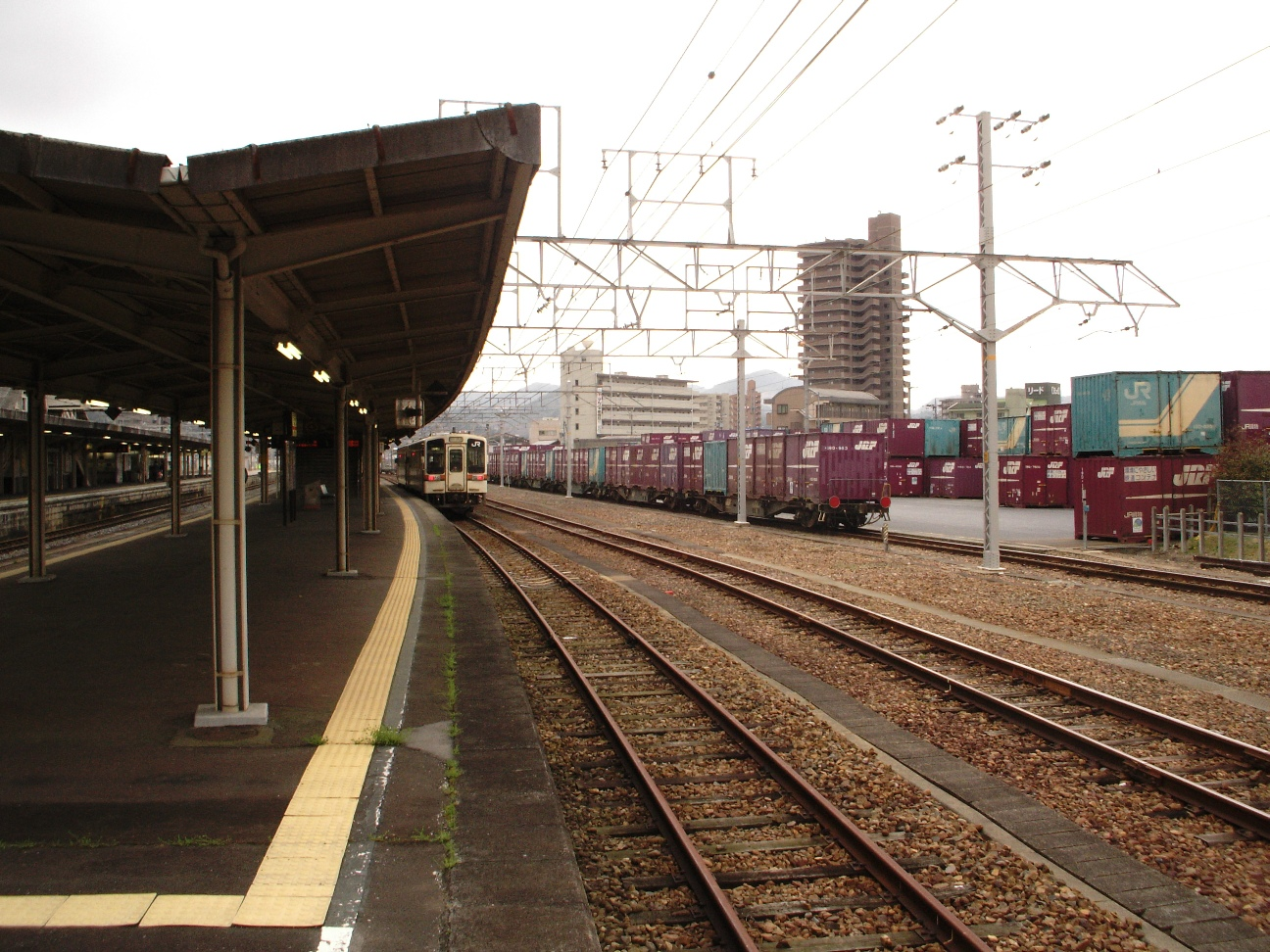
太多線ホームと停車中の貨物列車（2007年3月）
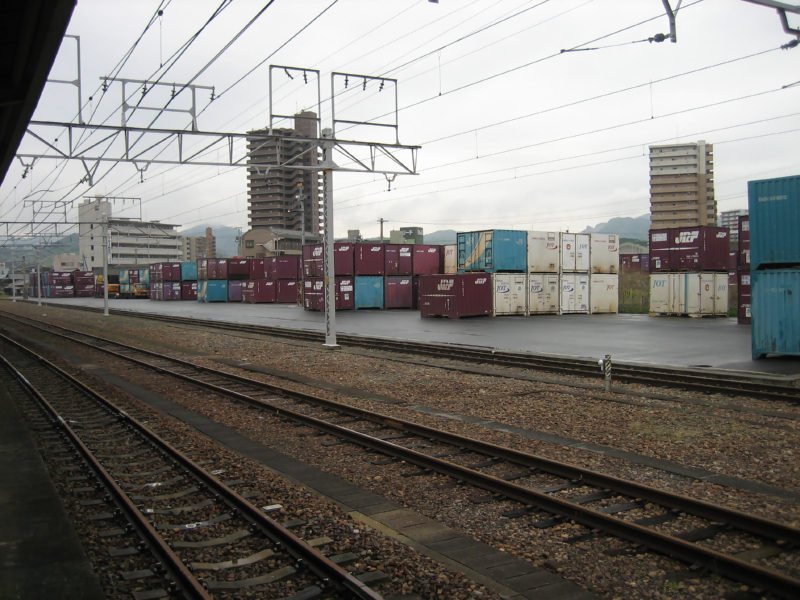
コンテナホーム（2007年4月）
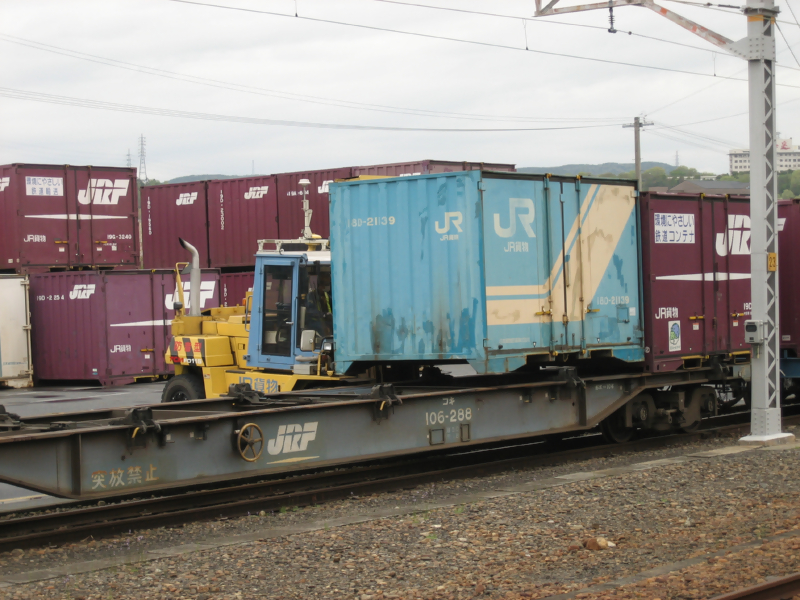
ホームで荷役作業中のフォークリフト（2007年4月）

## 駅弁
かつては地元駅弁業者の「びいどろや」が調製した「多治見の釜めし」「黒豆こわい」が販売されていたが、駅弁製造からの撤退に伴い2003年3月31日限りで販売を終了している。その後びいどろやはホームの立ち食いそば屋を営業していたが、駅舎とホームのリニューアル工事のためこちらも2007年3月31日の営業を以て閉店し店舗も撤去されている。

## 利用状況

### 旅客
2018年（平成30年）度の1日平均乗車人員は13,611人である。（出典：「岐阜県統計書」「統計たじみ」）岐阜県内のJR駅では岐阜駅、大垣駅に次いで第3位である。
各年度の1日の平均乗車人員は以下の通りである。
| 年度   | 1日平均 乗車人員 |
| ------ | ---------------- |
| 1998年 | 16,871           |
| 1999年 | 16,687           |
| 2000年 | 16,603           |
| 2001年 | 16,215           |
| 2002年 | 15,704           |
| 2003年 | 15,316           |
| 2004年 | 15,155           |
| 2005年 | 15,188           |
| 2006年 | 14,899           |
| 2007年 | 14,761           |
| 2008年 | 14,494           |
| 2009年 | 14,004           |
| 2010年 | 13,810           |
| 2011年 | 13,647           |
| 2012年 | 13,715           |
| 2013年 | 13,884           |
| 2014年 | 13,594           |
| 2015年 | 13,688           |
| 2016年 | 13,834           |
| 2017年 | 13,725           |
| 2018年 | 13,611           |

### 貨物
「岐阜県統計書」によると、当駅の2006年度の発送貨物は82,197トン、到着貨物は84,317トンであった。

## 駅周辺
かつては当駅からやや離れた土岐川南側の市役所を中心とした場所に市街地を形成していたが、北口界隈に多治見市役所駅北庁舎が完成し、再開発によって駅周辺に新たな市街地が形成されている。
また、駅前プラザ・テラ跡に駅南地区市街地再開発事業が実施されプラティ多治見が2022年に開業した。
- ASTY多治見
  - 駅南口のエスカレーターと直結した通路横にある商業施設。JR子会社の名古屋ステーション開発が運営し、東海キヨスクが運営するコンビニエンスストア「ベルマート」のほか、書店・惣菜店・ベーカリーが入居している[19]。各店舗とも、TOICA電子マネーの利用が可能である。なお、ASTYはかつては駅コンコースにあったが、2009年9月末に閉鎖ののち、2010年10月に現在地にて再開業した。
- プラティ多治見
- 多治見市役所駅北庁舎
- 多治見市観光案内所
- 虎渓用水広場
- 中之郷ビルディング
- まなびパークたじみ
  - 多治見市図書館本館
- 多治見市文化会館
- 多治見市産業文化センター
- 多治見税務署
- 多治見公共職業安定所
- 多治見警察署駅前交番
- 東濃鉄道本社
- 三菱UFJ銀行多治見支店
- 十六銀行多治見支店・PLAZA JUROKU多治見支店
- 東濃信用金庫本店
- 十六TT証券多治見支店
- 多治見フランテ
- 多治見ながせ商店街
- 多治見郵便局
- 岐阜県東濃西部総合庁舎
- 岐阜地方法務局多治見支局
- 岐阜地方裁判所多治見支部・岐阜家庭裁判所多治見支部・多治見簡易裁判所
- 岐阜地方検察庁多治見支部・多治見区検察庁
- 多治見市立精華小学校
- 多治見市民病院
- 岐阜県立多治見病院
- 臨済宗虎渓山永保寺
- 神言会多治見修道院

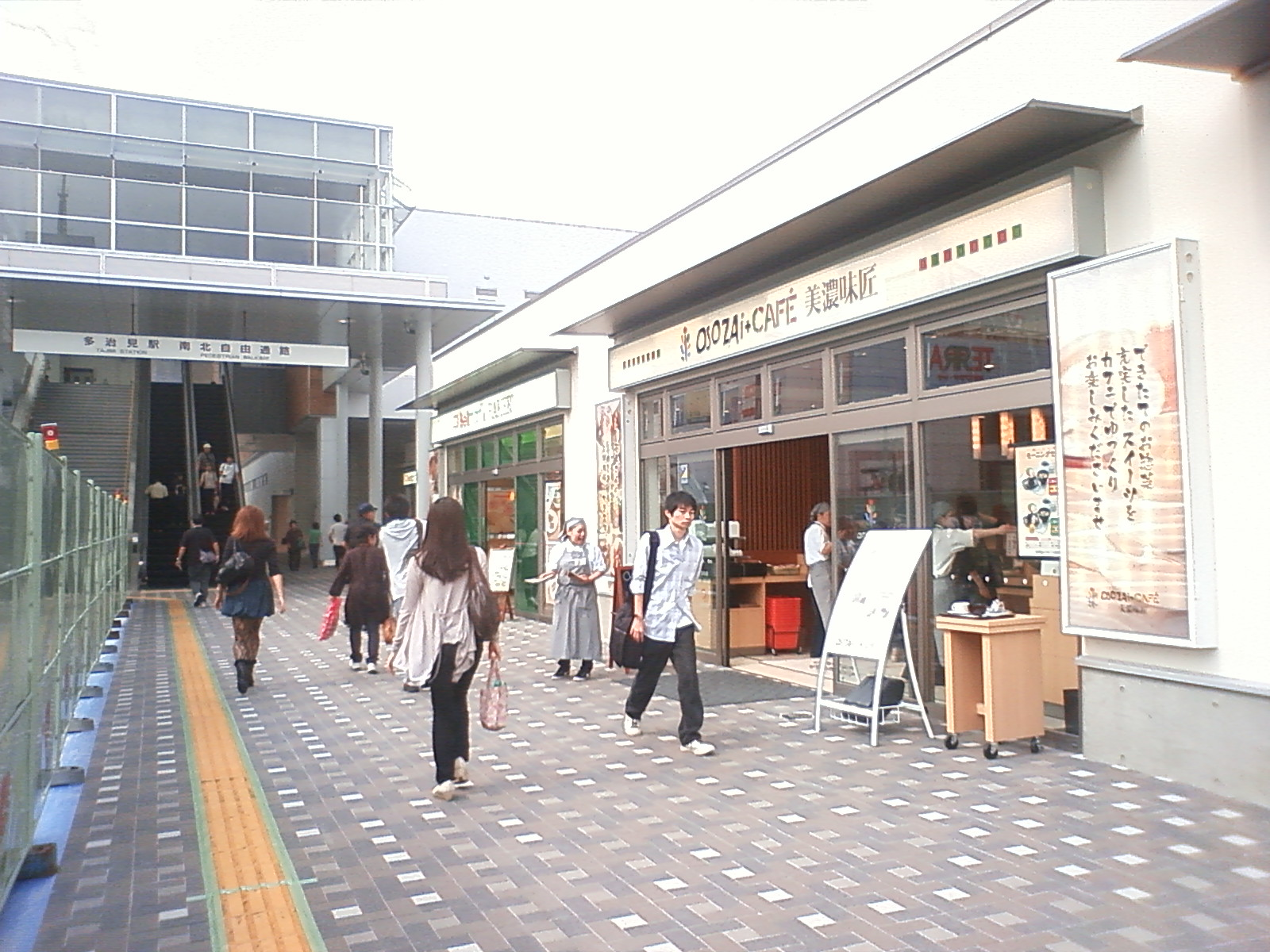
ASTY多治見（右）
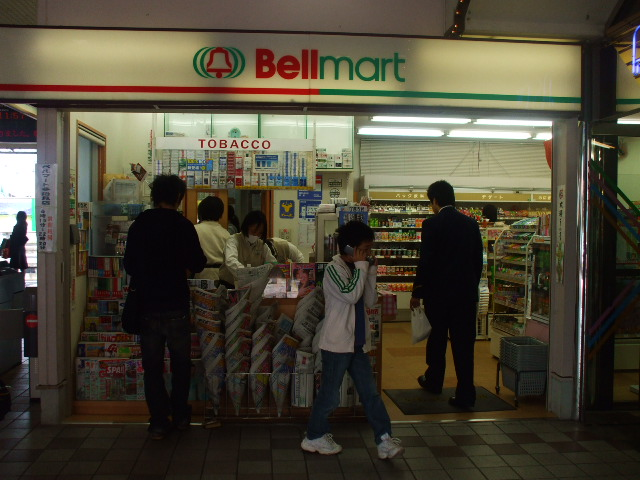
旧駅舎時代のASTY多治見にあった「ベルマート」
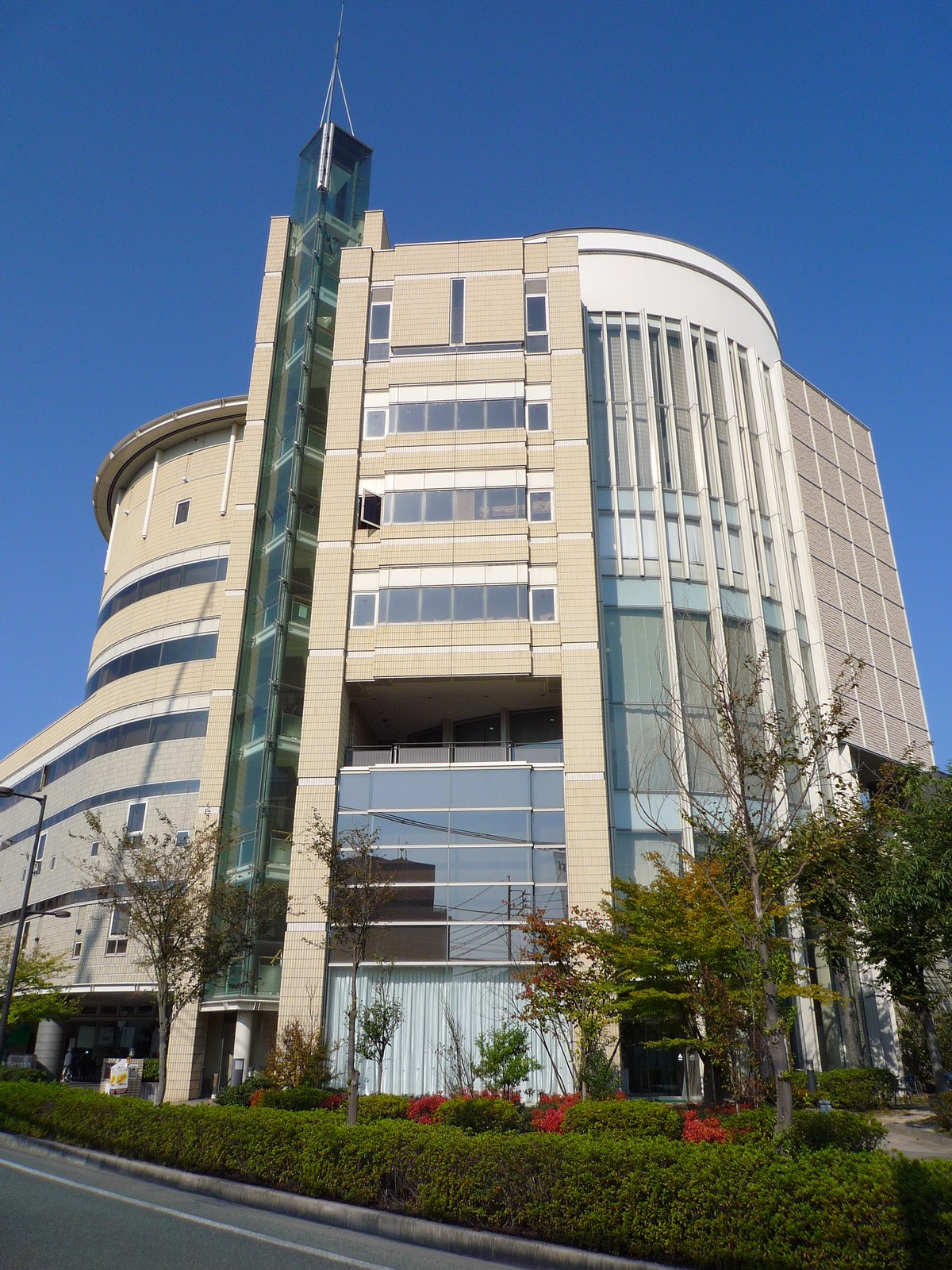
まなびパークたじみ
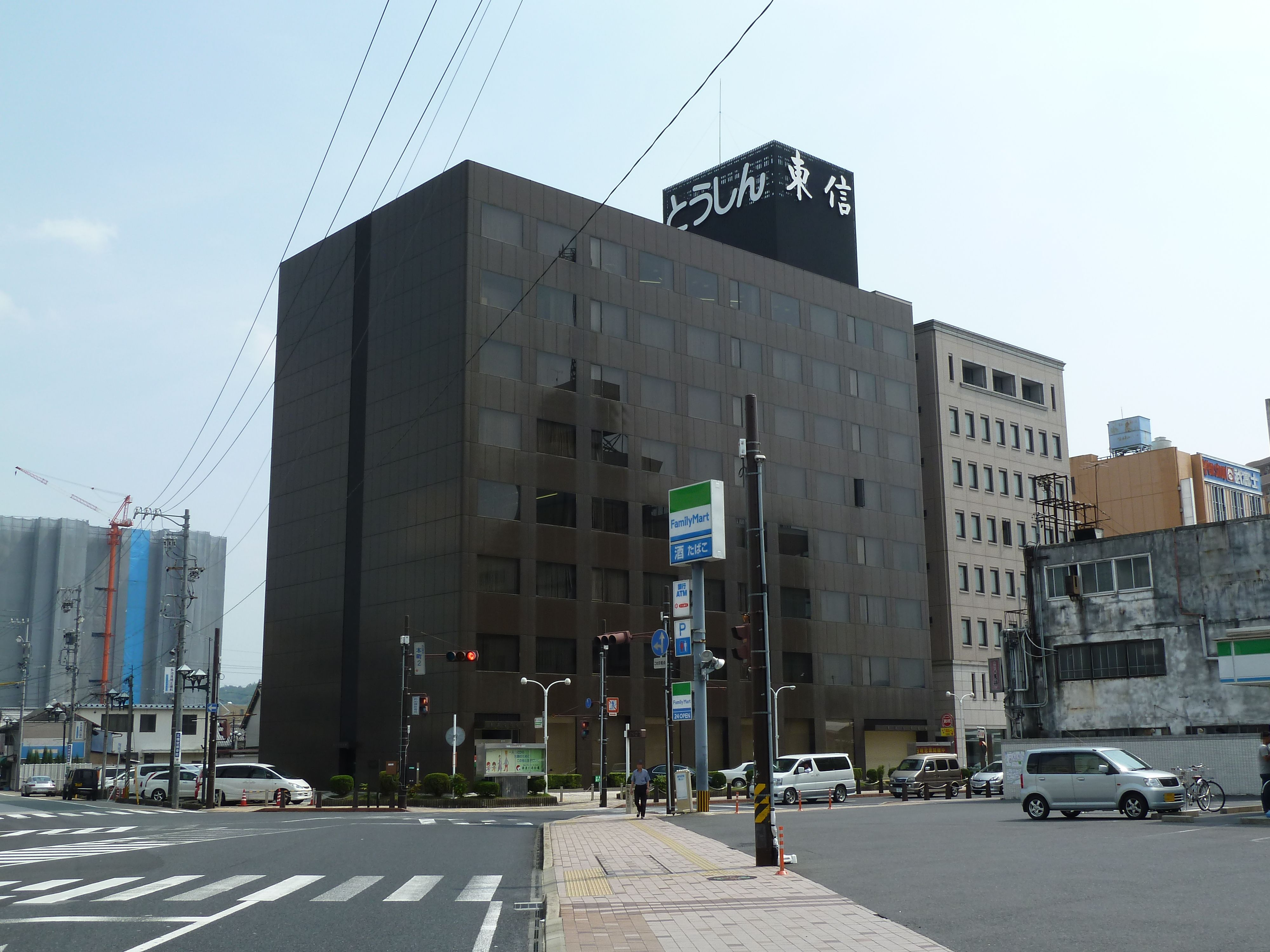
東濃信用金庫本店

### バス路線
※詳しくは、多治見駅前バスターミナルを参照。

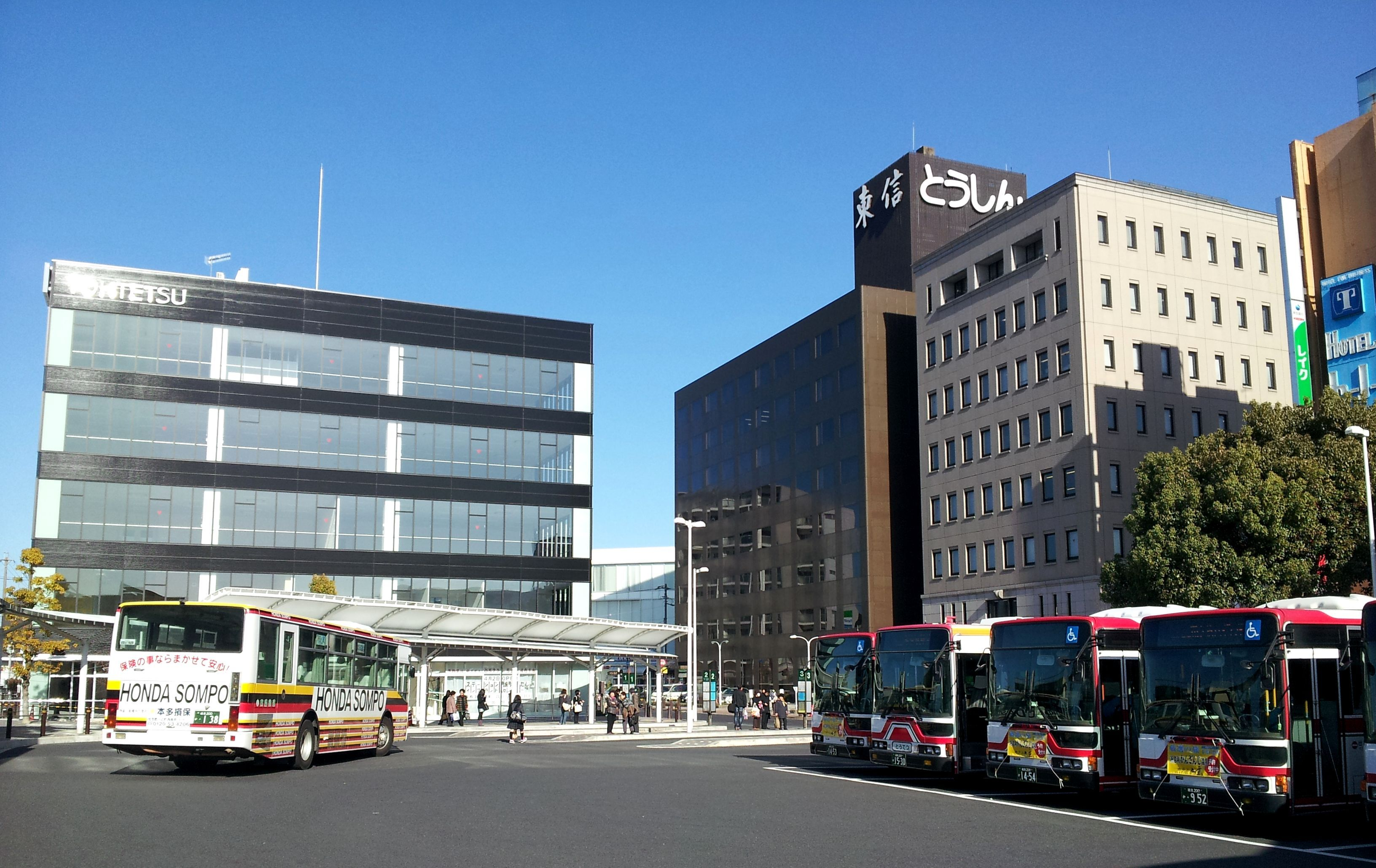
多治見駅前バスターミナル（南口）

南口と北口にバスのりばがあり、南口は「多治見駅前バスのりば」、北口は「多治見駅北口バスのりば」となっている。前者には一般路線バスの東鉄バスのほか、コミュニティバスのききょうバス・多治見市自主運行バスが、後者には東鉄バス、高速バスの「中央ライナー可児号・ドリーム可児号」がそれぞれ乗り入れている。
また多治見西部線(下半田川系統)は瀬戸市に乗り入れている。東濃鉄道で唯一愛知県内を運行している。

## 隣の駅
東海旅客鉄道（JR東海）
CF 中央本線
- 特急「しなの」、「ホームライナー瑞浪」停車駅

■快速・■区間快速（いずれも当駅から土岐市方の各駅に停車）
土岐市駅 (CF13) - 多治見駅 (CF12) - 高蔵寺駅 (CF09)
■普通
土岐市駅 (CF13) - 多治見駅 (CF12) - 古虎渓駅 (CF11)
CI 太多線
多治見駅 (CI07)  - 小泉駅 (CI06)

### かつて存在した路線
東濃鉄道
笠原線
多治見駅 - 新多治見駅